# C.J. Leslie
Calvin Leslie, detto C.J. (Holly Springs, 25 giugno 1991), è un ex cestista statunitense.

## Palmarès
- Campione NBA D-League (2017)
- McDonald's All-American Game (2010)
- NBDL All-Rookie Third Team (2014)